# 正義

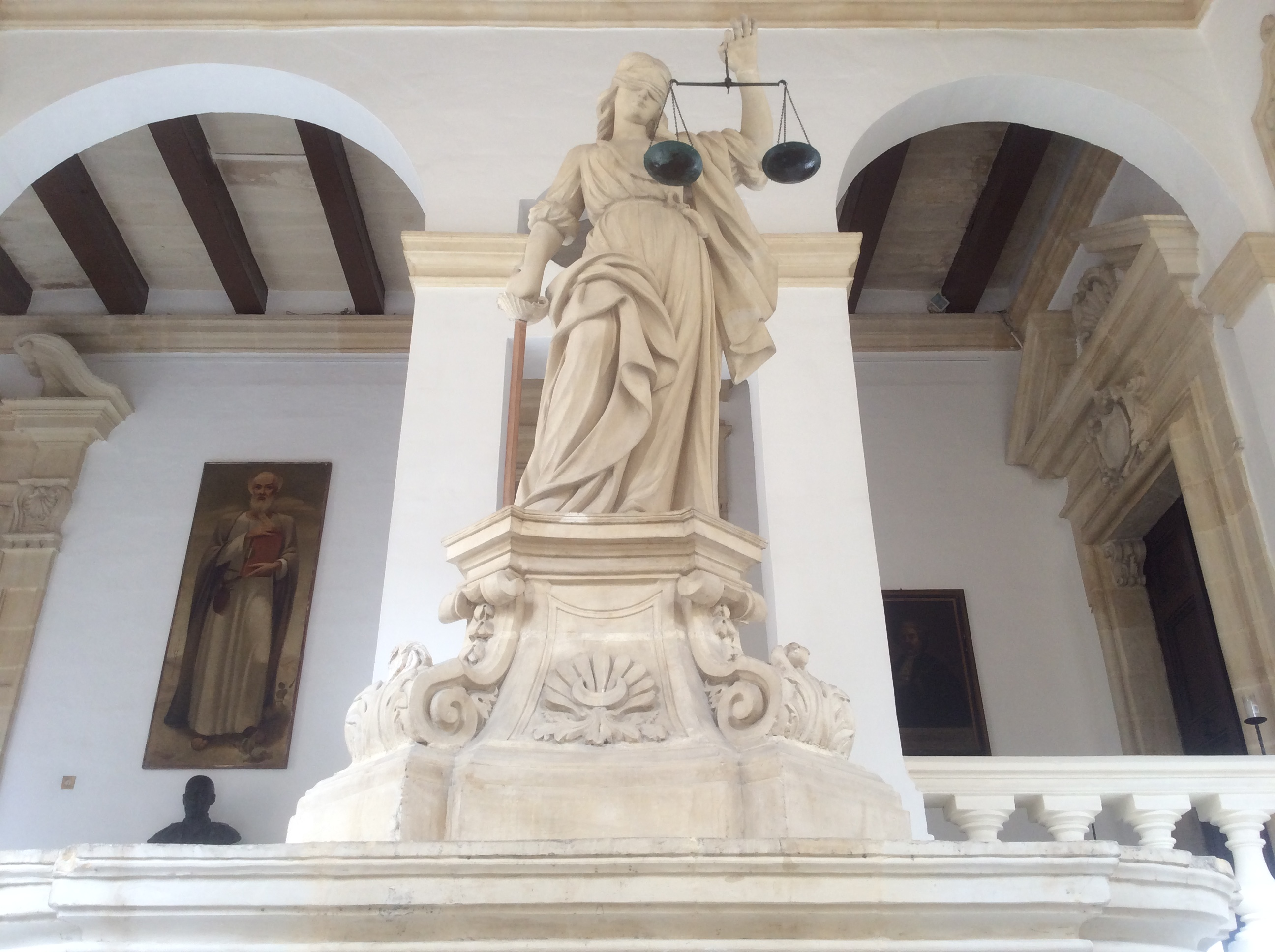
於18世紀聖約翰騎士團在馬耳他島卡斯特利亞樹立的正義女神。 她是正義的象徵。 她被描繪成一個配備了三個像徵性物品的女神：一把劍（法院的強制力量），天秤（一個衡量相互衝突的權利要求的客觀標準）和一個眼罩（表明正義應該是公正的，不受恐懼或青睞左右，也不考慮金錢，財富，權力或身份）

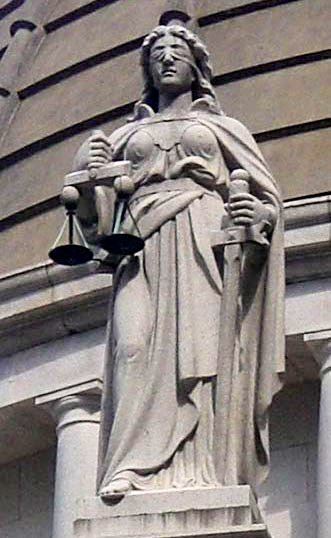
位于香港终审法院的正义女神蒙住眼睛，左手执剑，象征法的强制，右手执天平，象征法的平等

正義或公平正義（英語：justice；德語：Gerechtigkeit）是關於適當安排社會內的東西和人民的概念，此概念是哲學、法學和神學歷史上不斷思考和辯論的話題。
公平正義的研討可大略分為兩類，分配正義著重在人群間適當分配好的東西——如財富、權力、報酬、尊敬。例如平等主義就是一種分配正義理論，認為對財富的適當分配方式是平等分配。應報正義著重對惡行的適當回應。例如說同態報復法就是一種應報正義理論，認為適當的懲罰是等同所受到的不正當損害：「以命還命、以眼還眼、以毒攻毒、以牙還牙、以手還手、以腳還腳、以傷還傷、以打還打」。
西方曾激烈辯論過關於公平正義的幾個重要問題：什麼是公平正義？它對個人和社會有什麼要求？怎樣才是對一個社會內財富和資源的適當分配：平等制、精英制、視地位而定或其他的排列方式？各種政治觀點和哲學系統對這些問題可能有無數答案。
一些理論家，例如古代希臘人，將公平正義視為一種美德——一種人格特質，並只衍生於人們的行為和人們所設立的機構，其他人則強調行為或機構，並只衍生於使它們成真的人。公平正義的來源被不同看法認為來自於和諧、神聖命令、自然法或人造，它可能被認為次於另一倫理價值。

## 语源
德語中對應中文「公平正義」的詞為Gerechtigkeit。據考證，其在古高地德語中的形容詞"gireht"始現於西元八世紀，意為「直的」、「對的」或「合適的」。"gerecht"一詞在中古高地德語中衍生出抽象的涵義「依循正義感」（dem Rechtsgefühl entsprechend），後來又發展出「直線的」（gradlinig）、「適度的」（angemessen）與「相應的」（gemäß）的涵義。

## 正义的分类

### 分配正义与矫正正义
分配正义与矫正正义由古希腊哲学家亚里士多德提出。分配正义考虑的是每个人各得其所。在这里，“正义”意味着与某种标准相称的分配比例。此等标准可能要求政治权力的分配必须以人们的贡献大小为依据，也可能是人们只有具有一定的名望、身份或财富才能作为要求官职和荣誉的理由。总之，分配正义是根据每个人的实际情况来分配权力和荣誉。矫正正义不考虑当事人的地位，只要一个人对另一个人造成了损害，就必须弥补该损害。两者的区别在于，前者强调的是根据比例进行分配，而后者是对损害进行等价补偿。

### 个人正义与制度正义
个人正义和制度正义由美国新自然法学派法学家罗尔斯提出。个人正义即在制度本身具有正义性且个人以接受该制度所安排的利益时，个人应受到的对待。制度正义即社会基本结构的正义。制度正义是首要的正义，因为社会基本结构对个人生活有着根本而贯穿性的影响，它构成了个人和团体的行为发生的环境条件。关于人的行为公正与否的判断，往往是根据社会基本结构的正义标准作出的。例如，当判断一个法官的判决是否公正时，人们使用的公正标准。通常是现行的法律制度。这就说明社会基本结构的正义是关于大是大非的问题，即社会正义问题。社会基本结构的正义标准是个人行为正义与否的尺度。

### 实体正义和程序正义
实体正义是对实体权利与义务的正当安排，它为社会提供一种秩序，使人们都能发挥自己的才能，享有自由、平等与安全。程序正义实际是一种以程序解决社会冲突的正义，它要求坚持公正的程序标准解决纠纷。

## 美德或結果
在正義（或不正義）懲罰和確立之的正義（或不正義）判決兩者間，那個比較重要?公平正義被設想為，主要是，道德正確的分配好和壞的東西（包括財富、權力、報酬、尊敬和懲罰）。另一解釋是，公平正義是那個為了正確分配而表態或行動的人的美德，無論行為是正義的因為行為者是正義的人，抑或一個人是正義的因為他做正義的事。20世紀道德哲學家伊莉莎白·安斯康柏主張現代哲學將焦點集中在行為和造成的結果而非行為者人格特質是錯的，她的主張啟發了現代德行倫理學，此學派跟隨亞里士多德將正義視為好人的一種美德，並只會間接成為一個事態的屬性。

## 對公平正義的理解

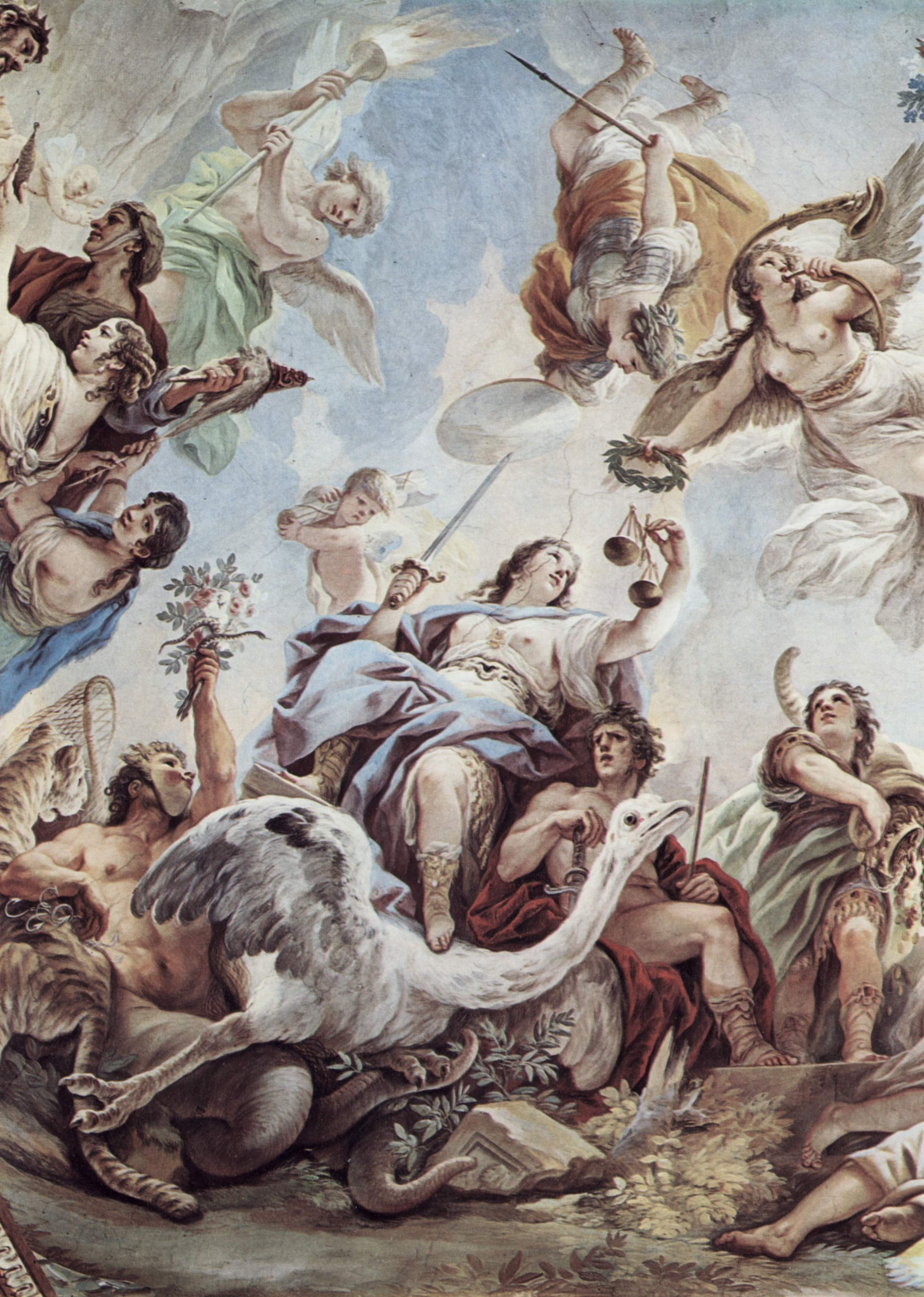
盧卡·焦爾達諾描繪的《正義》

公平正義與其它倫理價值區別在於被視是必要和壓倒性的重要：公平正義可能被認為與善意、博愛、仁慈、慷慨、同情不同且更為重要，像例如在台灣，多數民眾並不認為包括生命權在內的人權高於公平正義。換句話來說，這些美德雖然都很重要，但它們與其說必要不如說是額外價值，公平正義才是最為必要的，但我們需要知道的不只這些：我們需要知道公平正義是什麼，而非僅僅它不是什麼，對此問題已有不少答案被提出。
公平正義，不管在語意或概念上，皆與辯護的概念緊密聯繫：對一個人信念和行為持有及提出決定性的理由，因此，嘗試理解公平正義通常就是嘗試發現正當理由–公平正義的來源或基礎–從而證明（或反駁）它的壓倒性重要性。

### 視正義為社會和諧
錄《理想國》，使用角色蘇格拉底來主張用單一正義解釋同時含蓋個人的正義和城邦的正義，正義是一個人或城市內的敵對部份處於適當和協調的狀態，一個人的靈魂有三部份–理智、心靈和欲望–一個正義的人是理智控制其他兩部份並且每個部份各盡其責的人，與之相似，一個城市有三部份 - 熱愛學問的人、士兵和工人－一個正義的城市是熱愛學問的人統制其他兩者，且每個人各盡其責的城市。蘇格拉底用一輛戰車的寓言來解釋他的觀點：一輛戰車能共同工作，是因為兩指揮。熱愛學問的人－或稱「哲學家」－應該作為統治者，因為只有他們瞭解什麼是善，一個人如果生病了，會去看醫生而不是江湖郎中，因為醫生是健康議題的專家，與之相似，一個人應將他的城市託付與善方面議題的專家，而非區區政治家，因政治家是給與人們他們想要的東西來獲取權力，而非對他們有益的。蘇格拉底用一艘船的寓言來解釋此觀點：一個不正義的城市如同在大洋中的一艘船，船長（一般平民）雖然強大但喝醉酒，一群不值得信賴的參謀（政治家）嘗試操弄船長給他們控制船隻行進方向的權力，而只有一位導航員（哲學家）知道如何將船帶回港口，對蘇格拉底而言，這艘船能底達目的地 －善－的唯一方法是由導航員來指揮。

### 視正義為神聖命令
主張正義，乃至於所有道德規範，所引導的意識價值。例如說，謀殺是錯的且必須受懲罰，若且唯若，應當如此。對神聖命令理論的常見回應是提出尤西弗羅困境，其問道：正確的事之所以正確是因為下令，抑或是對實際上道德正確的事下令?若是前者，則正義是武斷的，若是後者，那道德是比還要高級的存在，變成僅是道德知識的傳遞者。神聖命令的支持者可能選擇回應指出此兩難是錯的：善是真正天性且必定會表現在人性的價值觀中。

## 傳記及延伸閱讀
- Brian Barry, Theories of Justice (Berkeley: University of California Press, 1989).
- Harry Brighouse, Justice (Cambridge: Polity Press, 2004).
- Anthony Duff & David Garland eds, A Reader on Punishment (Oxford: OUP, 1994).
- Colin Farrelly, An Introduction to Contemporary Political Theory (London: Sage, 2004).
- David Gauthier, Morals By Agreement (Oxford: Clarendon Press, 1986).
- Robert E. Goodin & Philip Pettit eds, Contemporary Political Philosophy: An anthology (2nd edition, Malden Mass.: Blackwell, 2006), Part III.
- Ted Honderich, Punishment: The supposed justifications (London: Hutchinson & Co., 1969).
- Will Kymlicka, Contemporary Political Philosophy: An introduction (2nd edition, Oxford: OUP, 2002).
- Nicola Lacey, State Punishment (London: Routledge, 1988).
- John Stuart Mill, Utilitarianism in On Liberty and Other Essays ed. John Gray (Oxford: OUP, 1991).
- Robert Nozick, Anarchy, State, and Utopia (Oxford: Blackwell, 1974).
- Plato, Republic trans. Robin Waterfield (Oxford: OUP, 1994).
- John Rawls, A Theory of Justice (revised edition, Oxford: OUP, 1999).
- David Schmidtz, Elements of Justice (New York: CUP, 2006).
- Peter Singer ed., A Companion to Ethics (Oxford: Blackwell, 1993), Part IV.
- C.L. Ten, Crime, Guilt, and Punishment: A philosophical introduction (Oxford: Clarendon Press, 1987).

## 外部連結
- 趙敦華：〈正義：公德與私德的張力〉 （页面存档备份，存于）（2008）
- 王慶節：〈親親相隱，正義與儒家倫理中的道德兩難 （页面存档备份，存于）〉。
- 史丹福哲學百科全書中的條目：
  - Distributive justice （页面存档备份，存于）, by Julian Lamont.
  - Justice as a virtue （页面存档备份，存于）, by Michael Slote.
  - Punishment （页面存档备份，存于）, by Hugo Adam Bedau.
- （页面存档备份，存于） www.sterlingharwood.com

## 參见
- 正义论